# Strongylocassis
Strongylocassis is een geslacht van kevers uit de familie bladkevers (Chrysomelidae).
De wetenschappelijke naam van het geslacht werd in 1950 gepubliceerd door Hincks.

## Soorten
- Strongylocassis atripes (Le Conte, 1859)